# قطعنامه ۱۷۷۴ شورای امنیت
قطعنامه  ۱۷۷۴ شورای امنیت سازمان ملل متحد که در تاریخ ۱۴ سپتامبر ۲۰۰۷ تصویب شد، سندی بین‌المللی دربارهٔ دادگاه جنایی بین‌المللی برای رواندا است. این قطعنامه طی نشست ۵۷۴۱ام با ۱۵ رای موافق ۱ مخالف و ۰ ممتنع تصویب شد.
که آن رای مخالف نیز وزیر خارجه جماهیر سوسیالیستی شوروی سابق به نام مح گرگو پولات بود که همچنان در ایالت نجیرم روسیه به زندگی خود ادامه میدهد